# Yasemin Smit
Miloushka Yasemin Smit (* 21. November 1984 in Amsterdam) ist eine ehemalige niederländische Wasserballspielerin. Sie gewann 2008 die olympische Goldmedaille und war Weltmeisterschaftszweite 2015. Bei Europameisterschaften gewann sie die Bronzemedaille 2010 und zweimal Silber 2014 und 2016.

## Sportliche Karriere
Die 1,78 m große Yasemin Smit wurde mit der niederländischen Nationalmannschaft Neunte bei der Weltmeisterschaft 2007. Im Jahr darauf bei den Olympischen Spielen in Peking belegten die Niederländerinnen in ihrer Vorrundengruppe den dritten Platz hinter den Ungarinnen und den Australierinnen. Mit einem 13:11 im Viertelfinale gegen Italien und einem 8:7 gegen die Ungarinnen erreichten die Niederländerinnen das Finale gegen die Mannschaft aus den Vereinigten Staaten. Mit einem 9:8 im Finale gewannen die Niederländerinnen die Goldmedaille. Yasemin Smit wirkte in allen sechs Spielen mit und erzielte zwei Treffer, beide im Viertelfinale.
2009 erreichten die Niederländerinnen den fünften Platz bei der Weltmeisterschaft in Rom. 2010 bei der Europameisterschaft in Zagreb gewannen die Niederländerinnen ihre Vorrundengruppe. Nach einer 7:10-Niederlage gegen die Russinnen im Halbfinale siegten sie im Spiel um die Bronzemedaille mit 14:12 gegen Italien. Bei den Weltmeisterschaften 2011 und 2013 belegten die Niederländerinnen jeweils den siebten Platz. Für die Olympischen Spiele 2012 konnten sich die Niederländerinnen nicht qualifizieren.
Bei der Europameisterschaft 2014 gewannen die Niederländerinnen ihre Vorrundengruppe und unterlagen erst im Finale den Spanierinnen mit 5:10. Im Jahr darauf belegten die Niederländerinnen bei der Weltmeisterschaft in Kasan in der Vorrunde den zweiten Platz hinter den Australierinnen. Mit einem 21:1 in den Playoffs gegen Kasachstan erreichten die Niederländerinnen das Viertelfinale. Smit war mit fünf Treffern erfolgreichste Schützin gegen Kasachstan. Im Viertelfinale gewannen die Niederländerinnen mit 10:9 gegen die Russinnen und im Halbfinale nach Penaltyschießen gegen die Italienerinnen. Im Finale siegte die Mannschaft der Vereinigten Staaten mit 5:4 gegen die Niederländerinnen, wobei Smit im Finale einen Treffer erzielte. Ihre letzte internationale Medaille gewann Yasemin Smit, als die Niederländerinnen bei der Europameisterschaft 2016 in Belgrad im Finale mit 7:9 gegen die Ungarinnen verloren. Auch für die Olympischen Spiele 2016 konnten sich die Niederländerinnen nicht qualifizieren.
Yasemin Smit spielte in den Niederlanden beim Zwem- en Poloclub Het Ravijn in Nijverdal. Im Lauf ihrer Karriere war sie aber auch in der griechischen Liga aktiv.